# 循道中學
循道中學（英語：Methodist College）是一所位於香港九龍京士柏的男女資助中學。該校由香港基督教循道衛理聯合教會於1958年11月1日創辦，由香港總督柏立基爵士主持啟鑰禮。1958年創校時加入成為香港補助學校議會22所成員學校之一，故被坊間稱為香港教會主辦的22間「傳統名校」之一。曾經是教育局特許的114間英文中學之一。於2003年，此校曾獲批德貞女子中學現址遷校，惟因家長及師生擔心改隸深水埗校網會影響收生，甚至日後未必能保留以英語授課而作罷。2022/23學年開始，該校由「全開英文班」改為中一級有一班雙語班，至今只有中一及中二級各有一班雙語班，其他班別仍以英文為主要教學語言 （页面存档备份，存于）。

## 校政管理
歷任校監
- 1958年至1959年：余維信牧師
- 1959年至1963年：Arthur Desmond Gilliland 牧師
- 1963年至1965年：趙友仁 牧師
- 1965年至1971年：余維信 牧師[5]
- 1971年至1974年：白惠德 牧師
- 1974年至1981年：沈立仁 牧師
- 1981年至1989年：黃作 牧師
- 1989年至1992年：林和甫 先生
- 1992年至1999年：李炳光 牧師
- 1999年至2001年：袁天佑 牧師
- 2001年至2011年：陳崇一 先生
- 2011年至2016年：袁天佑 牧師
- 2016年至2017年：盧偉旗 牧師
- 2017年至今：陳崇一 先生

歷任校長
- 1958年至1965年：李連枝 先生
- 1965年至1973年：屈海圻 先生[5]
- 1973年至1980年：文國偉 牧師
- 1980年至1994年：司徒淑嫻 女士
- 1994年至2005年：簡祺亮 先生
- 2005年至2008年：彭淑美 女士
- 2008年至今：黃佩儀 女士

## 辦學宗旨
|  | 為承擔基督教育使命，培育學生全面均衡發展，達到全人教育之目的。 |

## 結構及主要設施
循道中學的校舍主要沿著加士居道支路，一段南北行斜路而建。

### 主樓

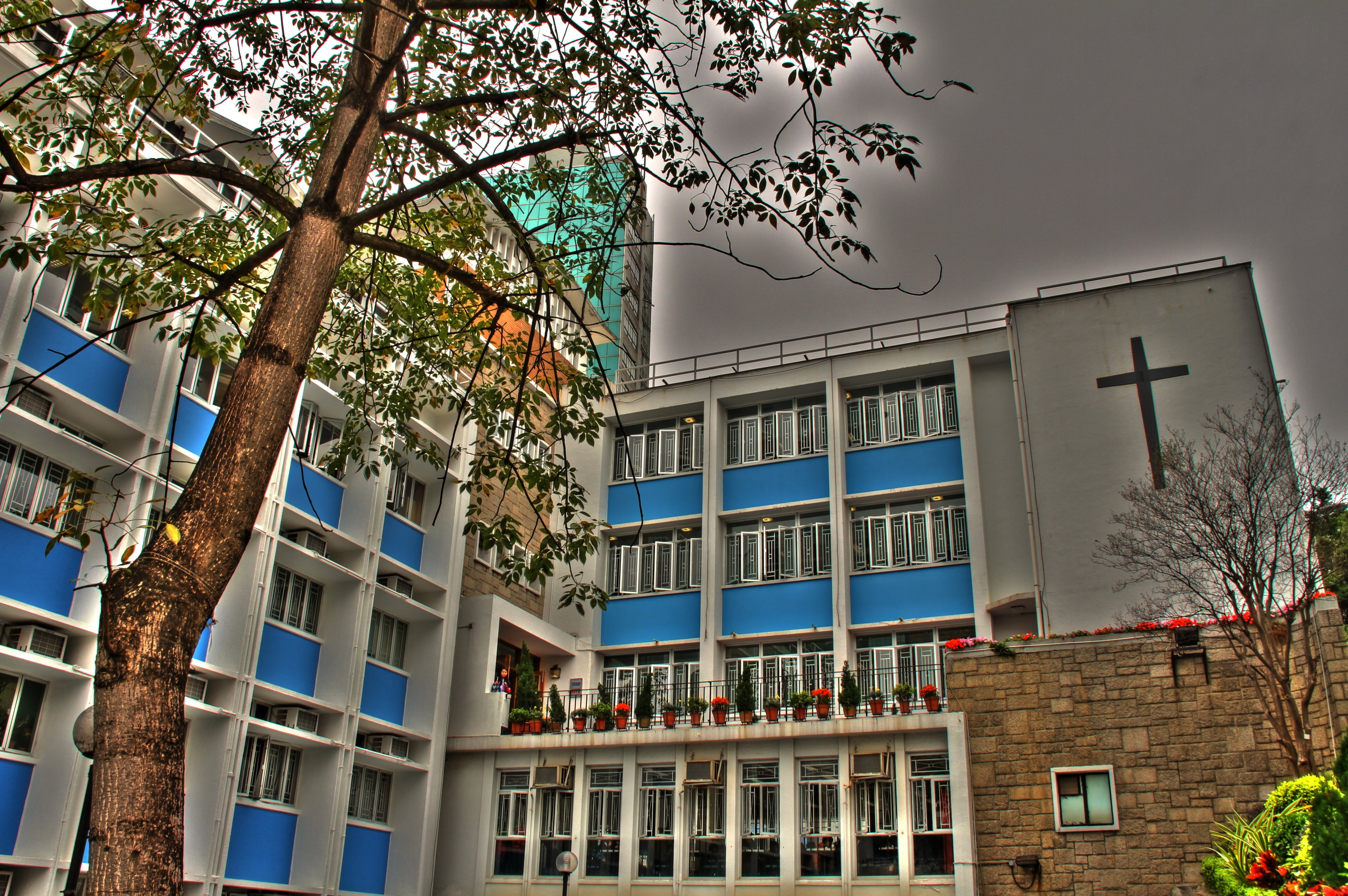
主樓

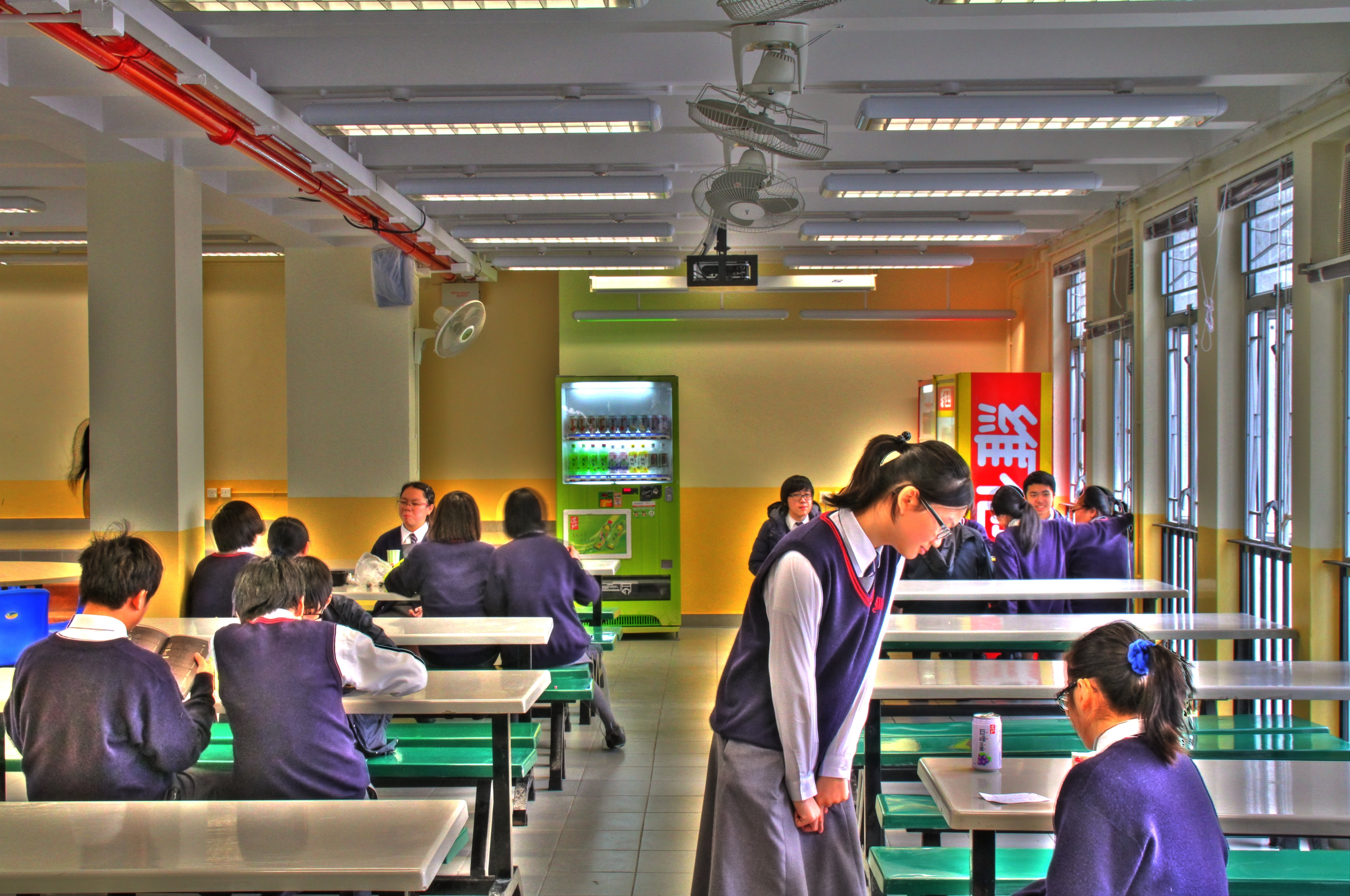
主樓飯堂

於1958年開始使用，為一座L形的建築物，外面主色為白色及淺藍色，亦是全校最高的建築物，樓高七層（包括地面層）。地下、一樓及二樓可通往南翼，二樓亦可通往北翼。
- 地下
  - 禮堂
  - 校園電視台工作室
- 一樓
  - 停車場
  - 童軍儲物室
  - 化學實驗室
  - 生物實驗室
  - 設計與科技室
- 二樓
  - 開放式飯堂（供學生使用）
  - VIP/領袖生隊室
  - 小食部
  - 演講室
  - 物理實驗室
  - 多媒體學習室
- 三樓
  - 正門
  - 教員室
  - 傳達處
  - 醫療室
  - 接待區
  - 校務處
  - 校長室
  - 副校長室
  - 會議室
- 四樓
  - 課室
  - 社工室
  - 家政室
- 五樓
  - 課室
  - 社工室
  - 圖書館
- 六樓
  - 廁所

### 北翼
1963年落成，位於校舍地勢最高位置，外面的主色為白色，亦是最小的建築物，地面為紅色，樓高三層。通往北翼的高牆原本設有攀石牆，在2009年維修時清拆。由主樓二樓通往北翼，需途經飯堂及露天廣場，露天廣場設有休憩地方。銀禧園則是為慶祝創校25週年，由張榮傑校友斥資興建，由當時的老師和學生一手一腳興建。於2008年創校50週年前夕，循道中學重建銀禧園。在南翼落成前稱為「新校舍」。
2006年度至今，中三級所有課室均設於北翼。
- 一樓
  - 課室
  - 銀禧園
  - 女童軍儲物室
- 二樓
  - 課室
- 三樓
  - 課室
  - 籃球場（設有有蓋看台，可容納約180人）

### 南翼

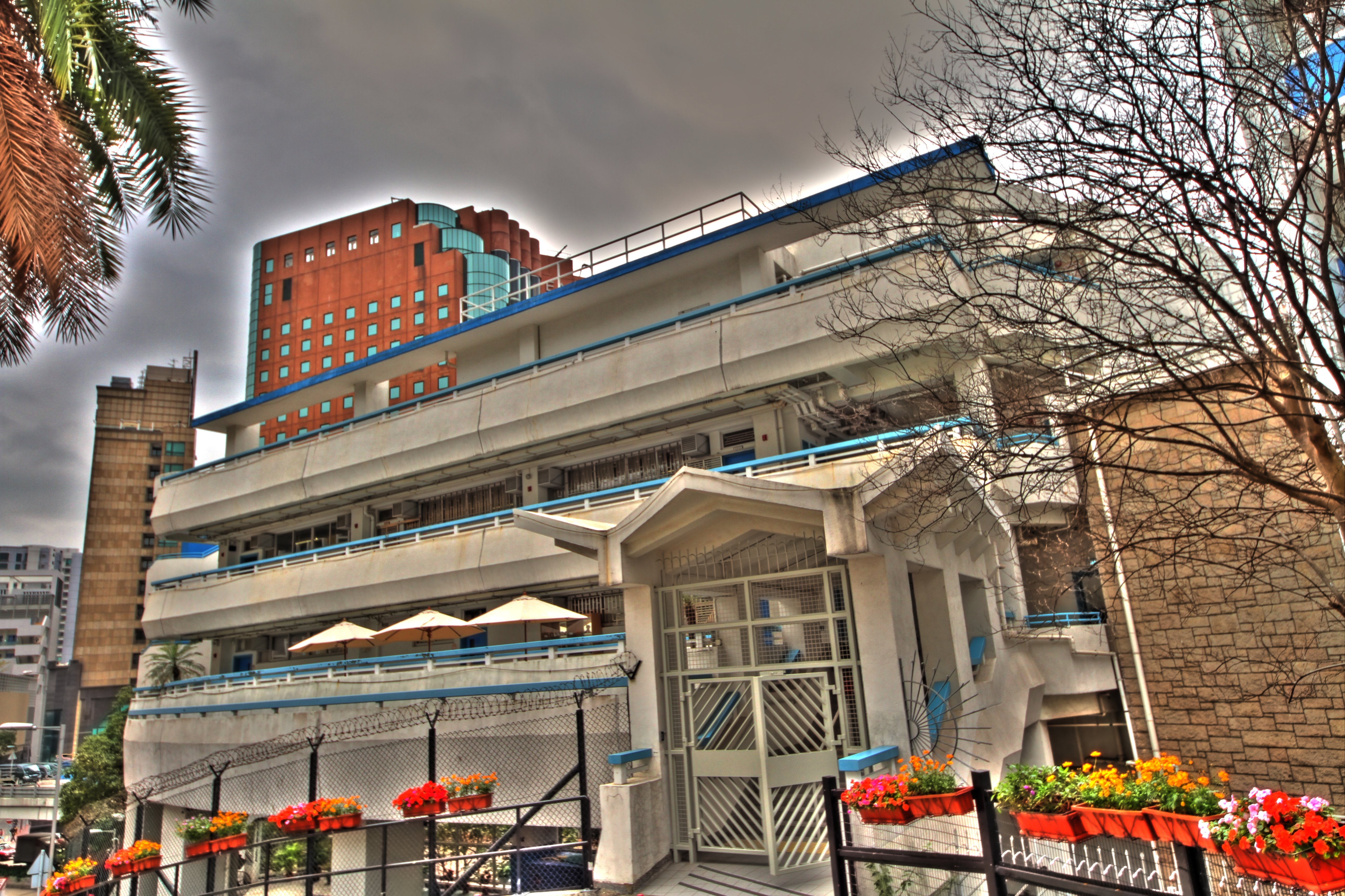
南翼

2006年落成，設有升降機，主色為淺藍色及白色，樓高兩層。底層雨天操場，相等於主樓地下，可通往主樓禮堂。大閘則可通往停車場。
- 低層地下
  - 有蓋操場
- 地下
  - 音樂室
  - 美術室
  - 有機種植場
- 一樓
  - 課室
  - 綜合用途學生活動室（可容納約200人）

### 東翼

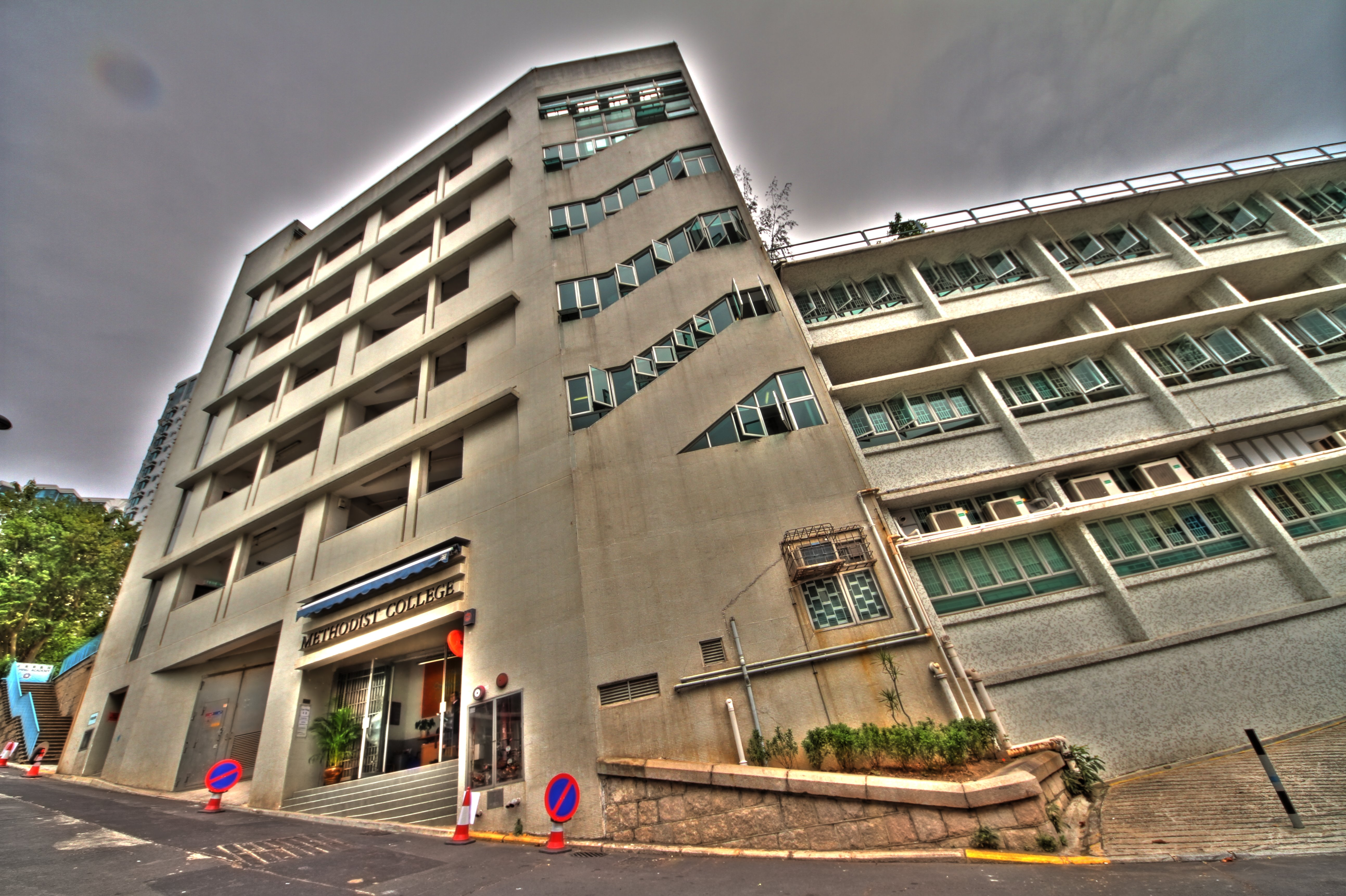
東翼

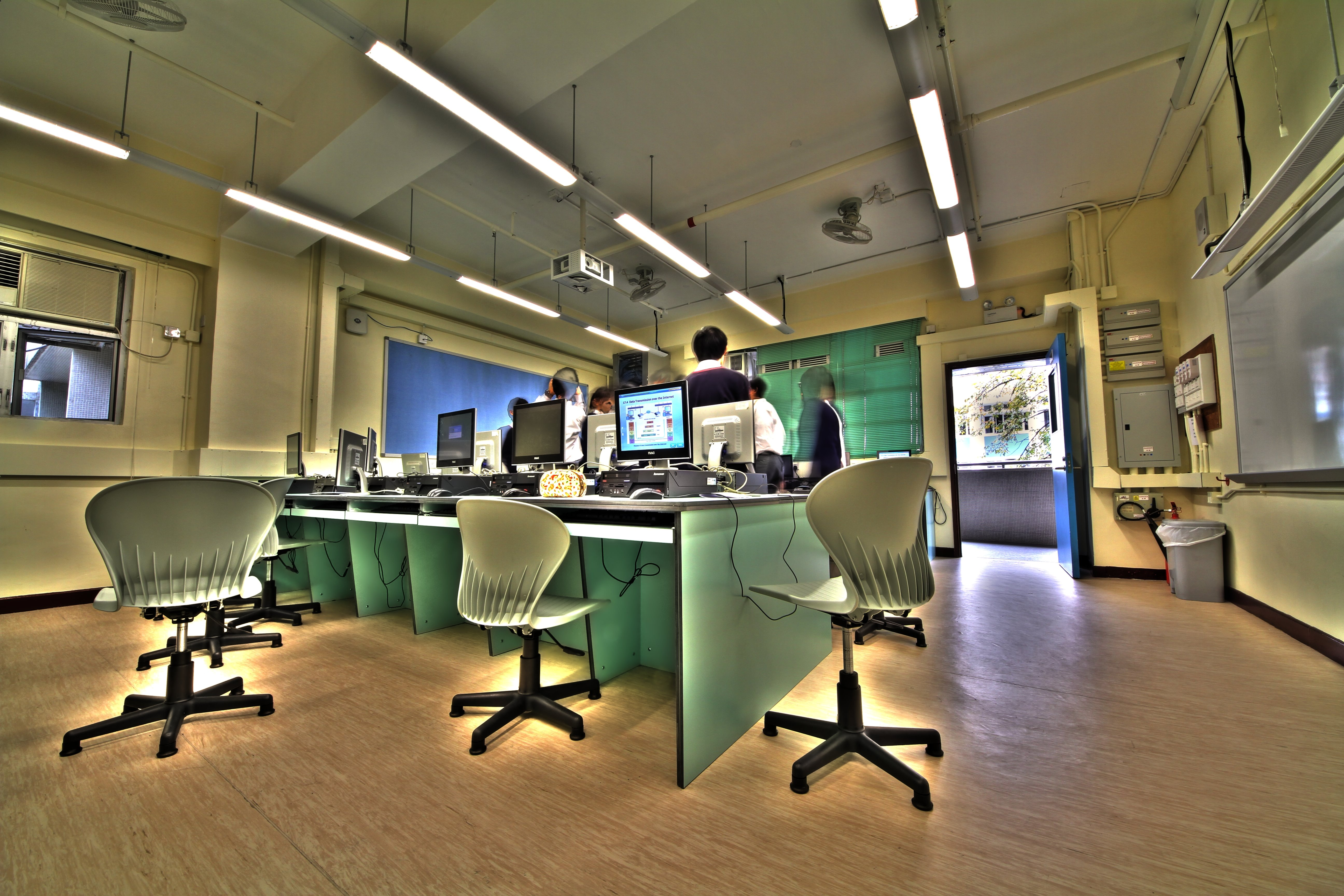
東翼電腦室

循道學校（小學）已於2011年搬離加士居道，遷往衛理道，連同部分前身為葛量洪教育學院新翼的校舍交由循道中學使用，並命名為東翼。而於2011至2012年度，循道學校舊翼二樓借予循道中學中六級使用，其餘部份則交由教會使用。
東翼與其它建築物相隔一條馬路，沒有有蓋通道連接。為此，自2011年度開學起，在上課日早上及午膳時間，馬路上半部分將只供行人使用，一般車輛（包括的士）最高只能在中間迴旋處落客。
目前，原來屬於葛量洪教育學院的部分已經停用，並已併入鄰近的伊利沙伯醫院，用作衛生署倉庫及醫護訓練設施，僅有西面與教會相連建築物仍在使用。
- 地下
  - 辦公室
  - 醫療室
- 一樓
  - 電腦室
- 二樓
  - 課室
- 三樓
  - 課室
  - 小組教室
  - 學生會室
- 四樓
  - 課室
- 五樓
  - 高年級學習共享空間
  - 小組教室

## 教學語言
循道中學曾經是可以「全開英文班」的「英文中學」，2021年根據微調中學教學語言政策，該校由於取錄達標學生（即「全港成績前列40%」的學生）不足，2022/23學年開始不能「全開英文班」，成為全港七所要由「英文中學」「落車」學校之一，將開設一班中文班。

## 班級結構
- 中一至中六
  - 各級四班，最多四十人一班。
  - 以藍色（B）、綠色（G）、紅色（R）、白色（W）作為班別字母。

## 開設科目
以下關於教學語言的資料只適用於2021/22學年及之前，由於微調中學教學語言政策，由2022/23學年開始，循道中學將由「全開英文班」改為「部分科目按組別用英文教學」。

### 中一至中二
- 以英文為教學語言：英國語文，數學，綜合科學，歷史，地理，電腦，視覺藝術，家政，設計與科技，音樂，體育
- 以中文為教學語言：中國語文，中國歷史，通識教育，普通話，宗教

### 中三
- 以英文為教學語言：英國語文，數學，物理，化學，生物，歷史，地理，電腦，視覺藝術，家政，設計與科技，音樂，體育
- 以中文為教學語言：中國語文，中國歷史，通識教育，普通話，宗教

### 中四至中六（香港中學文憑課程）
- 核心科目（必修）：
  - 以英文為教學語言：英國語文，數學
  - 以中文為教學語言：中國語文，公民與社會發展科
- 選修科目（選擇兩至三科）：
  - 以英文為教學語言：物理，經濟，企業、會計與財務概論，化學，地理，歷史，生物，視覺藝術，資訊及通訊科技
  - 以中文為教學語言：中國歷史，中國文學，宗教
- 其他課堂（非文憑試科目）：
  - 以英文為教學語言：體育，美學教育，生涯規劃與事業輔導（僅適用於中六）

## 學生會
循道中學的學生會於1960年4月4日成立，是香港中學最早成立的民選學生會幹事會。根據《循道中學學生會會章》，循道中學學生會由幹事會、學生評議會和學生報出版委員會組成。
自2009年度起，幹事會以內閣制選出，內閣中會長須為中六（舊學制）或高中一年級或以上（新學制）的學生出任，同時內閣中其他常務幹事須有不少於二分之一為初中學生。他們須推出參選政綱、公開拉票及出席全體學生答問大會以爭取同學投票支持。

### 歷年學生會幹事會選舉
自2014年起，選舉主任由學生出任。
| 年度 | 1號候選內閣 | 所得票數 | 2號候選內閣 | 所得票數 | 3號候選內閣                   | 所得票數 | 棄權票數 | 選舉主任           | 有效選票 | 當選內閣   | 得票率 | 備註          |
| ---- | ----------- | -------- | ----------- | -------- | ----------------------------- | -------- | -------- | ------------------ | -------- | ---------- | ------ | ------------- |
| 2009 | Extra       |          | N/A         | N/A      |                               |          |          | 李兆基老師         |          | Extra      |        |               |
| 2010 | Nexus       |          | Innovator   | 412      |                               |          |          | 李兆基老師         |          | Nexus      |        |               |
| 2011 | Vocal F     |          | Pioneer     |          |                               |          |          | 李兆基老師         |          | Vocal F    |        |               |
| 2012 | Scansorial  |          | N/A         | N/A      |                               |          |          | 李兆基老師         |          | Scansorial |        |               |
| 2013 | Companion   | 478      | N/A         | N/A      |                               |          | 119      | 李兆基老師         | 807      | Companion  | 59%    | 不信任票：210 |
| 2014 | Marathon    | 434      | NAVUS       | 291      |                               |          |          | 6B郭晉瑋、5W梁鈺淇 |          | Marathon   |        |               |
| 2015 | Cohesion    | 484      | Nexus       | 186      |                               |          | 123      | 4R黃家豪、6B衛凱程 | 793      | Cohesion   | 61%    |               |
| 2016 | Palette     | 422      | N/A         | N/A      |                               |          | 147      | 5R黃家豪           | 769      | Palette    | 55%    | 不信任票：182 |
| 2017 | Aviator     | 388      | Comrades    | 263      |                               |          | 71       | 2R陶雅琳、6R黃家豪 | 722      | Aviator    | 54%    |               |
| 2018 | Syzygy      | 305      | Envision    | 337      |                               |          | 60       | 6R屈華恩、6G葉啟志 | 702      | Envision   | 48%    |               |
| 2019 | Meraki      | 412      | Titanium    | 120      | Rhapsody                      | 138      | 32       | 6B鄧順桓、6R成思穎 | 670      | Meraki     | 61%    |               |
| 2020 | Voyage      | 338      | Infinitum   | 252      |                               |          | 82       | 6B蔡楚穎、蕭浩然   | 672      | Voyage     | 50%    |               |
| 2021 | Opalescent  | 476      | N/A         | N/A      |                               |          | 93       | 6B原承旭、6G鄧慧媛 | 658      | Opalescent | 72%    | 不信任票：89  |
| 2022 | Danbula     | 428      | N/A         | N/A      |                               |          | 80       | 5W麥庭欣           | 625      | Danbula    | 68%    | 不信任票：117 |
| 2023 | Equinoia    | 327      | Ceiba       | 192      | Ignite （页面存档备份，存于） | 58       | 62       | 5R 陸鈞濠          | 639      | Equinoia   | 51%    |               |

### 歷年學生報出版委員會選舉
學生報出版委員會選舉之選舉主任與幹事會選舉相同。
| 年度 | 1號候選內閣   | 所得票數 | 2號候選內閣 | 所得票數 | 3號候選內閣 | 所得票數 | 棄權票數 | 有效選票 | 當選內閣      | 得票率 | 備註          |
| ---- | ------------- | -------- | ----------- | -------- | ----------- | -------- | -------- | -------- | ------------- | ------ | ------------- |
| 2010 |               |          |             |          | N/A         | N/A      |          |          |               |        |               |
| 2011 | Episode       |          | N/A         | N/A      | N/A         | N/A      |          |          | Episode       |        |               |
| 2012 | Vagarier      |          | N/A         | N/A      | N/A         | N/A      |          |          | Vagarier      |        |               |
| 2013 | Zephyrs       | 567      | N/A         | N/A      | N/A         | N/A      | 145      | 805      | Zephyrs       | 70%    | 不信任票：93  |
| 2014 | Enlightenment |          | N/A         | N/A      | N/A         | N/A      |          |          | Enlightenment |        |               |
| 2015 | Zealot        | 67       | Voyage      | 224      | Innovation  | 278      | 175      | 744      | Innovation    | 37.3%  |               |
| 2016 | The Verse     | 531      | N/A         | N/A      | N/A         | N/A      | 108      | 750      | The Verse     | 71%    | 不信任票：111 |
| 2017 | Echo          |          |             |          |             |          |          |          |               |        |               |

## 出版刊物
校刊名為《Wesley》，是以紀念約翰·衞斯理（John Wesley）創立英國循道公會。於1961年首次出版，現時每兩年出版一次，於校祖日派發。中文文集名為《循心》，以學生為骨幹所製成。於2016年首次出版。

## 與循道小學的關係
本來循道中學是循道小學的「直屬中學」，按政府規定，直屬中學扣除自行分配及重讀生學位後，須於統一派位階段預留餘下 85% 學位取
錄直屬小學的學生。循道中學在 2011/12 學年時，決定在當時制度容許的空間內，由2019/20學年開始把保留給循道小學的學位下調至 50%，並獲得教育局同意。2014年，教育局微調直屬或聯繫學校政策，硬性規定直屬中學須預留 85% 統一派位學額取錄直屬小學的學生。2015年，循道中學決定於2021/22學年正式與循道小學脫離直屬關係，即2022年9月開始，不再預留學位給循道小學的學生。

## 軼事

### 全等三角形教學歌曲爆紅
2016年，循道中學的校園電台在學校錄製了一首名叫《R.H.S.》的歌曲，由校內三名學生主唱。創作概念是來自該學校的數學老師想令學生記得全等三角形的驗證方法。歌詞由上述老師於2014年創作，歌曲改編自1970年代德國流行樂隊 Silver Convention 歌曲《Fly, Robin, Fly》。

2016年4月18日，5分鐘的短片上傳到學校非官方Facebook專頁《MCKLN Secrets》後，因為歌詞重覆全等三角形的其中四個驗證方法，以及重覆有關的舞蹈動作而瞬間爆紅。其歌詞為：
|  | Side angle side, side side side, angle side angle, angle angle side! |

影片首日上載吸引超過80萬次點擊觀看，而且被刊登於不同報刊，更被譽為「洗腦數學神曲」，以致被網民惡搞。關注社會基建工程等的本土研究社亦為此曲再二次創作填詞，製作了《嘥嘥嘥》短片，批評政府浪費公帑。

## 著名/傑出校友

### 音樂界
- 陳傑龍 (Guddy)：資深歌唱老師 （页面存档备份，存于），循道中學合唱團指揮 （页面存档备份，存于）

### 政治界
- 楊森，SBS，JP：香港民主黨前主席，香港立法會前議員
- 方德豪：1992年度香港大學學生會會長（另見傳媒界）
- 傅景華：1992年度香港大學學生會外務副會長，1994年香港專上學生聯會(學聯)常委會主席，2015年港大教職員捍衛港大自主靜默遊行代表
- 馮程淑儀，JP︰政策創新與統籌辦事處總監[15]
- 司徒子朗：香港本土派人士
- 鄭錦榮，JP：康樂及文化事務署前副署長，副行政署署長
- 鍾嶺海：前康樂及文化事務署副署長
- 馮伯欣：前社會福利署副署長
- 周國泉：前入境事務處副處長
- 黃比：前房屋署副署長，香港大學建築學院副教授，香港測量師學會會長
- 梁士莉：前衞生署助理署長
- 陳潔雲：廉政公署社區關係處助理處長 1
- 譚棣強：消防處高級消防區長（樓宇改善課），2008年四川汶川大地震香港搜救隊隊長
- 陳國榮：規劃署總城市規劃師
- 陳升惕：房屋署物業管理總經理
- 任偉國：保安局禁毒處助理秘書長
- 曾淑雯：教育局高級專責教育主任（教育心理服務/新界東）
- 鄺頌晴：鍵盤戰線發言人之一，有「滑鼠娘娘」的稱號[15]，關注《2014年版權(修訂)條例草案》修訂，網民謔稱為「網絡廿三條」
- 林芷筠：「CoVision 16」成員（民主300+），2016 選舉委員會界別分組選舉建築、測量、都市規劃及園境界當選人，亦即2017行政長官選舉選委（另見都市規劃界）
- 支明遠：2016 選舉委員會界別分組選舉建築、測量、都市規劃及園境界候選人（另見建築界）

### 法律界
- 楊振權：高等法院上訴庭副庭長
- 吳健源：發展局上訴審裁團（建築物）主席、律師紀律審裁團成員
- 何麗明：特委裁判官，大律師
- 梁偉俊：梁偉俊律師行律師

### 工商界
- 陳瑞麟：珠寶品牌Qeelin創辦人兼創作總監
- 趙永輝：三星證券亞洲有限公司董事總經理、公用事業研究主管
- 周國材：萬泰製衣（國際）有限公司總經理
- 林普照：勁寶食品有限公司董事總經理
- 梅子安：新5餐行政總裁
- 冼健岷：康宏理財服務有限公司首席營銷總監及執行董事
- 邵寶珠：DAMCO華南區域人力資源總經理
- 蘇權良：奇才玩具有限公司行政總裁
- 司徒世健：香港中華煤氣企業行政經理
- 汪希澄：中信資本人力資源及行政董事
- 樂錦壯：執業資深會計師

### 教育界
- 梁郇光：葵涌循道中學校監（1967年中五）[5]
- 薛鳳旋：前香港浸會大學當代中國研究所所長（1967年中七）[5]
- 黃小玲：香港大學教育學院副教授兼助理院長
- 陳智軒：香港理工大學醫療及社會科學院副院長
- 陳德鴻：香港嶺南大學翻譯系主任及教授
- 何淑薇：辛辛纳提大學環境遺傳學中心主任
- 馬樹人：香港中文大學政治及行政學系教授
- 陳君賜：香港中文大學醫學院化學病理學系教授
- 蘇國希：香港大學電子工程系助理教授
- 梁恩榮：香港教育大學教育政策與領導學系副教授
- 趙帶榮：香港理工大學康復治療學系副教授
- 陳天恩：香港城市大學社會科學系講師
- 周明華：香港大學醫學院解剖學系前講師
- 嚴家浩：香港理工大學會計及金融學院講師
- 廖兆霖：香港大學專業進修學院生命科學及科技學院課程主任
- 李俊才：香港大學專業進修學院兼職導師
- 卓穎雯：香港城市大學專業進修學院課程經理
- 曾昭文：香港科技大學本科招生及入學事務處經理
- 周耀榮：東華三院張明添中學退休校長，播道書院校監，中華基督教會基元中學首任校長
- 盧詠琴：高主教書院退休校長
- 歐陽惠賢：文理書院（九龍）退休校長
- 袁彼得：香港神託會培基書院退休校長
- 黃健忠：旅港開平商會中學退休校長
- 黎李群娣：聖公會蔡功譜中學退休校長(2020年逝世)
- 連詠妲:佛教黃允佃中學現任科學科主任
- 鄺傑英：香港戒毒會凹頭青少年中心院長
- 劉湘文：宣美語言及聽覺訓練中心創辦人兼總幹事、香港人道年獎2015得獎人[16][註 1]
- 鄔慧潔：麗斯美國留學中心董事
- 蘇慶祥：香港城市大學電機工程系講座教授[17]

### 醫療界
- 陳嘉璐：香港精神科專科醫生
- 彭紹華：東區尤德夫人那打素醫院病理部主管
- 伍文輝：屯門醫院老人科顧問醫生
- 譚蕙玲：博愛醫院麻醉科顧問醫生
- 饒璐：將軍澳醫院骨科副顧問醫生
- 陳力文：兒科醫生，以研究懷孕母親如何順產及初生嬰兒不同病況著名，前聯合醫院醫生
- 葉國棟：深切治療科醫生
- 陳慧忠：呼吸系統科醫生
- 何旭熙：外科醫生
- 胡立為：普通科醫生
- 衛乃邦：皮膚科醫生
- 高震宇：眼科醫生
- 林子平：骨科醫生
- 潘仕弘：醫學生團契團牧

### 影視及傳媒界
- 崔允信：香港獨立電影代表人物，成立影意志(香港非牟利藝團，致力推動本地獨立電影發展)，電影導演首部長片《憂憂愁愁的走了》(余文樂主演)，亦曾執導較商業電影《追蹤眼前人》(梁家輝主演)，《愛情萬歲》(周柏豪、陳柏宇、鍾舒漫主演)等
- 方德豪：南華早報、明報、虎報、都市日報前採訪主任/編輯，獨立評論人協會創會成員（另見政治界）
- 古治雄：明報、香港有線電視前記者，香港記者協會執委(2010-2011)，曾以《綠壩軟件封殺領導人相片》奪得第十四屆人權新聞獎的報章新聞大獎，及以《功能組別選舉系列》(要求政府解釋為何外國領事館等機構成員有權在香港功能組別選舉投票)奪得第十五屆人權新聞獎的電視大獎
- 伍立德：香港電台電視部記者/編導，香港記者協會執委(2015-2016,2016-2017)
- 丘紫薇：無綫電視財經主播及記者，香港有線電視前財經主播及記者，曾主持十點有線財經及大行報告等多個節目，亞洲電視前財經主播及記者，曾主持亞視長壽財經節目金錢世界
- 陳漢詩：香港電台前DJ，新城電台前DJ，曾以歌手身份出版唱片《還想你》，現職法國註冊建築師。
- 吳天佑：無綫電視合約藝員，2017年藝員訓練班畢業入行，現任午間節目流行都市主持人。
- 黃一山：香港男藝人[18]（1983年中六）
- 董敏莉：修讀預科，香港女藝人
- 張穎：修讀中一至中七，加拿大主持人，演员，星島A1中文電台 （页面存档备份，存于）DJ，現任晚間節目都市脈搏主持人；現為REALM （页面存档备份，存于）文化公司的掌舵人。
- 文樹森：香港浸會大學電影學院副總監、前新加坡媒體發展管理局（MDA）廣播與電影部司長[19]

### 建築界
- 程榮禧：建築師
- 王光銳：土力工程師
- 支明遠：建築師、CHIH Design Ltd董事、支明軟飯店創辦人（另見政治界）

### 都市規劃界
- 林芷筠：城市規劃師，本土研究社成員，關注土地、房屋、城市規劃等議題。曾義助大坑西新邨居民向城規會申請改劃平民屋宇的重建方案，希望該區重建後仍然如昔只出租給基層家庭及維持商店由獨立小商戶經營，保持社區消費多元化和人情味。（另見政治界）

### 文化界
- 吳思源：從心會社主席
- 黃健羭：鋼琴及管風琴家，創辦人黃作牧師長女（1968年中五畢業）[20]
- 陳德忠：香港培訓中心行政總裁

### 其他
- 沈志泰：香港天文台科學主任（機場氣象所）
- 莫樹權：香港童軍總會助理香港總監（發展及領袖資源）
- 鄭仲恒：香港武術運動員
- 鍾兆竣：香港足球運動員

## 外部連結
- 循道中學
- 循道學校 （页面存档备份，存于）
- 香港基督教循道衛理聯合教會 （页面存档备份，存于）
- 2017年十八區STEM學校巡禮 （页面存档备份，存于）